# Đinh Học Đông
Đinh Học Đông (tiếng Trung giản thể: 丁学东; bính âm Hán ngữ: Dīng Xué Dōng; sinh tháng 2 năm 1960, người Hán) là chuyên gia kinh tế, chính trị gia nước Cộng hòa Nhân dân Trung Hoa. Ông là Ủy viên Ủy ban Trung ương Đảng Cộng sản Trung Quốc khóa XX, khóa XIX, hiện là Phó Tổng Thư ký thường vụ Quốc vụ viện Trung Quốc. Ông nguyên là Chủ tịch Tập đoàn Đầu tư Trung Quốc (CIC) kiêm Chủ tịch Tập đoàn Tài sản quốc tế Trung Quốc (CICC); Phó Chủ nhiệm Ủy ban Giảm nhẹ thiên tai Quốc gia Trung Quốc; Ủy viên Đảng tổ, Phó Bộ trưởng Bộ Tài chính Trung Quốc.
Đinh Học Đông là Đảng viên Đảng Cộng sản Trung Quốc, học vị Cử nhân Toán học, Tiến sĩ Kinh tế học, học hàm Giáo sư ngành Kinh tế. Ông là một chuyên gia tài chính và kinh tế, có sự nghiệp thời gian dài trong các cơ quan tài chính và doanh nghiệp nhà nước của Trung Quốc.

## Xuất thân và giáo dục
Đinh Học Đông sinh tháng 2 năm 1960 tại Thường Châu, tỉnh Giang Tô, Cộng hòa nhân dân Trung Hoa. Ông lớn lên và tốt nghiệp phổ thông ở Thường Châu. Năm 1977, ông tới Vu Hồ, An Huy để nhập học Đại học Sư phạm An Huy, tốt nghiệp Cử nhân chuyên ngành Toán học vào năm 1980. Năm 1982, ông tới thủ phủ Vũ Hán của Hồ Bắc, theo học cao học ngành kinh tế tại Học viện Tài chính kinh tế Hồ Bắc (湖北财经学院, nay là Đại học Kinh tế Luật Trung Nam), nhận bằng Thạc sĩ Kinh tế học năm 1985. Trong giai đoạn này, ông được kết nạp Đảng Cộng sản Trung Quốc vào tháng 11 năm 1984. Sau đó, ông tới Hải Điến, Bắc Kinh và là nghiên cứu sinh tài chính công tại Viện nghiên cứu Khoa học tài chính của Bộ Tài chính Trung Quốc, trở thành Tiến sĩ Kinh tế học và cũng là người hướng dẫn tiến sĩ ở Viện nghiên cứu Khoa học tài chính Trung Quốc, được phong học hàm Giáo sư ngành Kinh tế bởi Viện Khoa học tài chính.

## Sự nghiệp

### Các giai đoạn
Năm 1987, đồng thời trong quá trình học tập, Đinh Học Đông bắt đầu sự nghiệp của mình với vị trí là Phó Trưởng phòng Điều tra nghiên cứu, Ty Tài vụ vận tải giao thông của Bộ Tài chính, được thăng chức làm Trưởng phòng vào năm 1991. Năm 1994, ông được điều sang Cục Quản lý tài sản quốc hữu Quốc gia, làm Chủ nhiệm Văn phòng cục, kiêm nhiệm làm Ty trưởng Ty Giáo dục cán bộ của cục. Năm 1997, ông được bổ nhiệm làm Ty trưởng Ty Tài sản của cục rồi điều trở về Bộ Tài chính năm 1998, nhậm chức Ty trưởng Ty Quản lý tài sản Nhà nước cơ bản của bộ. Năm 2000, ông được chuyển sang làm Ty trưởng Ty Nông nghiệp Bộ Tài chính, kiêm nhiệm làm Phó Tổng Giám đốc phụ trách tài chính của Tổng công ty Tam Hiệp (三峡总公司, nay là Tập đoàn Tam Hiệp Trường Giang Trung Quốc).
Tháng 8 năm 2005, Đinh Học Đông được bổ nhiệm làm Ty trưởng Ty Văn hóa, Khoa học và Giáo dục của Bộ Tài chính. Sau đó, tháng 11 năm 2006, ông được điều vào làm Ủy viên Đảng tổ bộ, Trợ lý Bộ trưởng Bộ Tài chính Kim Nhân Khánh. Tháng 3 năm 2008, ông được Tổng lý Ôn Gia Bảo bổ nhiệm làm Phó Bộ trưởng Bộ Tài Chính, phụ trách Ty Nông nghiệp, Ty Doanh nghiệp, Cục Điều tra giám sát, Văn phòng Phát triển tổng hợp nông nghiệp Quốc gia, Hiệp hội Thẩm định tài sản Trung Quốc.

### Quốc vụ viện
Tháng 5 năm 2010 Tổng lý Ôn Gia Bảo điều chuyển Đinh Học Đông tới Văn phòng Quốc vụ viện Trung Quốc, bổ nhiệm làm Phó Tổng thư ký, kiêm Phó Tổ trưởng Tiểu tổ Lãnh đạo công tác song phương Trung Quốc. Ông cũng kiêm nhiệm làm Phó Chủ nhiệm Ủy ban Giảm nhẹ thiên tai Quốc gia Trung Quốc từ tháng 5 năm 2013. Ngày 5 tháng 7 năm 2013, ông được điều tới khối doanh nghiệp nhà nước, được bổ nhiệm làm Chủ tịch kiêm Giám đốc điều hành Công ty trách nhiệm hữu hạn Đầu tư Trung Quốc (CIC). Sau đó, từ tháng 10 năm 2014 đến tháng 2 năm 2017, ông kiêm nhiệm làm Chủ tịch Tập đoàn Tài sản quốc tế Trung Quốc (CICC), tức lãnh đạo hai doanh nghiệp cùng lúc. Tháng 2 năm 2017, ông được điều trở lại làm Phó Tổng thư ký Quốc vụ viện, thăng cấp chính bộ, tỉnh kiêm Ủy viên Ủy ban Chính sách tiền tệ trung ương Trung Quốc, và là Phó Tổng thư ký thường vụ từ tháng 5 năm 2018. Tháng 10 năm 2017, ông tham gia đại hội đại biểu toàn quốc, được bầu làm Ủy viên Ủy ban Trung ương Đảng Cộng sản Trung Quốc khóa XIX tại Đại hội Đảng Cộng sản Trung Quốc lần thứ 19. Tại Quốc vụ viện, ông phụ trách hỗ trợ Phó Tổng lý thứ Nhất Hàn Chính. Tháng 10 năm 2022, ông tham gia Đại hội Đảng Cộng sản Trung Quốc lần thứ XX, tái đắc cử là Ủy viên Ủy ban Trung ương Đảng Cộng sản Trung Quốc khóa XX.